# Ermita de Santa Ana (Carenas)
La ermita de Santa Ana se encuentra situada en el municipio zaragozano de Carenas, España.

## Historia
Se encuentra en la plaza del mismo nombre. Desde la plaza principal y por la calle de igual nombre, Santa Ana, se llega directamente a la ermita. Santa Ana es la patrona del pueblo, junto con San Pascual y San Sebastián.
La antigua ermita, llamada Santa Ana la Vieja, de la que sólo queda la sacristía, data del siglo XV o XVI, pero no será hasta finales de este siglo cuando se construyó la gran ermita, seguramente una de las más grandes de la comarca de Calatayud, con dimensiones de iglesia parroquial. Con su construcción y finalización de las obras, hacia el 1655, las gentes de Carenas proclamaron su independencia de los monjes del Monasterio de Piedra. 

## Descripción
Su planta es de cruz latina y bóvedas de lazo, perfectamente adosadas a la antigua construcción. Se reformó, posteriormente, con coro alto y el cuerpo de campanas. Destaca la cúpula-linterna elíptica, con decoración en yeserías, barroco mudéjares. Entre las obras de arte que se conservan en ella, destacan su puerta de entrada, de bella factura, enmarcada por dintel de piedra; el retablo mayor de estilo barroco y de notables dimensiones, está dedicado a Santa Ana, cuya escultura está depositada en la hornacina central y fue realizada en 1678, por el escultor Bernabé de Jáuregui; el retablo de San Ramón Nonato, del XVII, como también son del mismo siglo la Divina Pastora, la Sagrada Familia, el de la Inmaculada y, seguramente, el de San Isidro Labrador. Merece especial atención el retablo del Cristo de la Langosta o Santo Crucifijo, donación testamental de Fray Juan de Molina y Entrena (1576-1652), una magnífica talla, que puede ser, del siglo XV. A esta talla se le atribuyen numerosos milagros. Merece, igualmente, atención el retablo de la Virgen del Carmen, del siglo XVIII, de estilo neoclásico. Destacan, en la ermita de Santa Ana, sus tres campanas llamadas del «Cristo de la Langosta» (1840), de la «Asunción» (1882) y «Campanillo», fundidas en Sigüenza, por Colina y Quintana. Sus toques y repiques, de la mano de los hermanos Herminio y José Ruiz, han dado la vuelta al mundo a través de las publicaciones del antropólogo valenciano Francesc Llop i Bayo, siendo estudiados en universidades de Holanda, Francia, Estados Unidos y mereciendo especial atención por parte de la Unesco.

## Catalogación
Se encuentra inscrita en el Inventario del Patrimonio Cultural Aragonés por lo según la ley 3/1999 de 10 de marzo del Patrimonio Cultural Aragonés tiene la protección de Bien inventariado del patrimonio cultural aragonés.